# 维多利亚·洛佩廖娃
维多利亚·彼得罗芙娜·洛佩廖娃（俄语：Викто́рия Петро́вна Лопырёва，羅馬化：Viktoriya Petrovna Lopyryova，1983年7月26日—）是一个俄罗斯电视节目主持人、女演员、模特、博主及2003年俄罗斯小姐选美大赛冠军。她还是2018年国际足联世界杯官方宣传大使。
作为一个模特，维多利亚上过、《Gala》、《Future Television》、《L'Officiel》、《Beauty》、《Beauty Unlimited》、《NRG》、《OK!》和《HELLO!》。2006年还在乌克兰主持过欧洲小姐选美。2008年参加了俄罗斯版的幸存者真人秀——Last Hero。洛佩廖娃是2018年年国际足联世界杯宣传大使